# Jerry Roberts

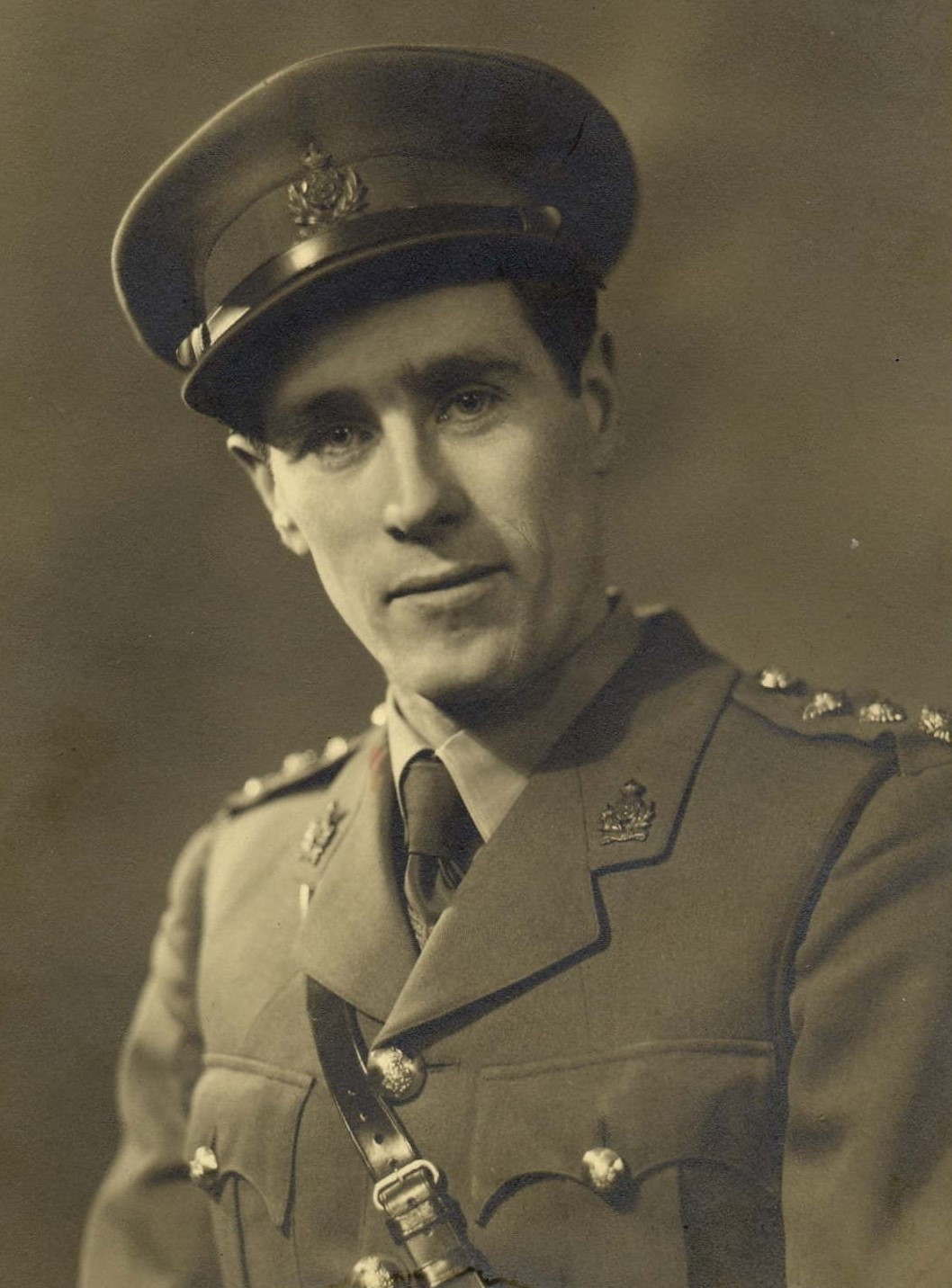
Captain Roberts während seiner Zeit in Bletchley Park (1941–1945)

Raymond C. „Jerry“ Roberts (* 18. November 1920 in London-Wembley; † 25. März 2014 in Liphook, Hampshire) war ein britischer Kryptoanalytiker, Linguist und Offizier. Während des Zweiten Weltkrieges arbeitete er in der Government Code and Cypher School (GC&CS) (deutsch etwa: „Staatliche Code- und Chiffrenschule“) im englischen Bletchley Park (B.P.), also der militärischen Dienststelle, die sich erfolgreich mit der Entzifferung des deutschen Nachrichtenverkehrs befasste.

## Leben
Jerry kam im Londoner Stadtteil Wembley als Sohn von Herbert Roberts und seiner Ehefrau Leticia zur Welt und ging von 1933 bis 1939 zur Latymer Upper School im benachbarten Stadtteil Hammersmith. Danach besuchte er bis 1941 das University College London. Er studierte Französisch und Deutsch. Sein Tutor, Prof. Leonard Willoughby, der selber im Ersten Weltkrieg im Room 40, der damaligen Codebrecher-Zentrale der Briten, gearbeitet hatte, empfahl den 20-jährigen Jerry Roberts als Linguisten für die GC&CS.
Im Herbst 1941, nach seinem Vorstellungsgespräch bei Colonel John Tiltman, wurde er in eine damals neugegründete kleine Gruppe von Kryptoanalytikern versetzt, deren Aufgabe es zunächst war, Playfair-Verschlüsselungen zu brechen, wie sie damals von der deutschen Polizei verwendet wurden. Am 1. Juli 1942 änderte sich die Aufgabe. Von nun an galt es, den wichtigen militärischen Funkverkehr zu entziffern, der mit der deutschen Lorenz-Schlüsselmaschine verschlüsselt war. Die Wehrmacht nutze diese hochkomplexe Schlüsselmaschine (Eigenbezeichnung: Schlüsselzusatz 42; kurz: SZ 42) zur Verschlüsselung ihrer strategischen Fernschreibverbindungen, insbesondere zwischen dem Oberkommando der Wehrmacht mit Sitz in Wünsdorf nahe Berlin und den Armeehauptquartieren in Städten wie Rom, Paris, Athen, Kopenhagen, Oslo, Königsberg, Riga, Belgrad, Bukarest und Tunis. Die Briten gaben ihm den Decknamen Tunny („Thunfisch“). Nachdem im Frühjahr des Jahres 1942 Bill Tutte der erste Einbruch in Tunny gelungen war, sollte Roberts unter Leitung von Major Ralph Tester in der sogenannten Testery die Entzifferungsarbeit nun übernehmen und routinemäßig fortsetzen. Dies gelang erfolgreich, wobei Roberts als Senior Codebreaker Schichtleiter für eine von drei Schichten war, die rund um die Uhr bis zum siegreichen Ende des Krieges in Europa arbeiteten. Die Personalstärke der Testery war inzwischen auf 118 Mitarbeiterinnen und Mitarbeiter angestiegen.

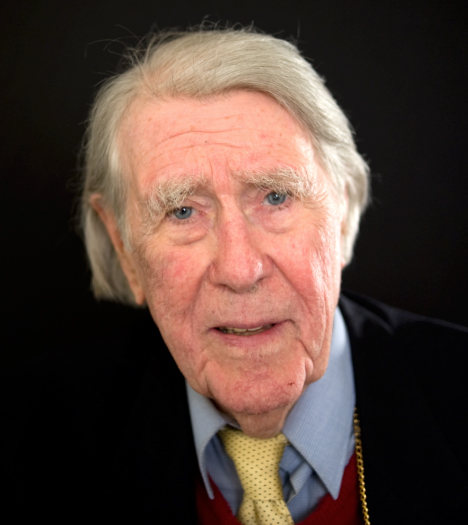
Jerry Roberts im Jahr 2009

Nach dem Krieg war er Mitglied der War Crimes Investigation Unit, einer speziellen Organisation, die im heute berüchtigten London Cage deutsche Kriegsverbrechen auch mit illegalen Methoden wie Folter aufzuklären suchte. Roberts selbst arbeitete als Verhöroffizier zumeist in der damaligen britischen Besatzungszone im Nordwesten Deutschlands.
Ab 1948 begann er eine neue Tätigkeit als Marktforscher. Bis 1954 arbeitete er für die Londoner Firma Market Information Services (MIS). Später gründete er eigene Unternehmen, wie die Roberts Research Ltd. und die  Euroresearch Ltd., die 1993 beide vom National Opinion Poll (NOP) übernommen wurden. Im Ruhestand engagierte er sich für die Codebreakers von B.P., speziell für seine ehemaligen Kollegen aus der Testery, deren kriegswichtige Leistungen in Vergessenheit zu geraten drohten. Insbesondere ehrte er das Andenken dreier wichtiger Helden von Bletchley Park, Alan Turing, der die Marine-Enigma „knackte“, Bill Tutte, der den  ersten Einbruch in die Lorenz-Schlüsselmaschine schaffte, und Tommy Flowers, der Colossus, den ersten programmierbaren Computer der Welt, baute.
Im Gegensatz zu fast allen seinen Kollegen, die aufgrund der strikten Geheimhaltung ihrer kriegswichtigen Leistungen keinerlei öffentliche Anerkennung mehr zu Lebzeiten erfuhren, starb Jerry Roberts als letzter Codebreaker der Testery hochgeehrt im Alter von 93 Jahren.

## Schriften
- Major Tester's Section in Jack Copeland: Colossus: The Secrets of Bletchley Park's Codebreaking Computers. Oxford University Press, Oxford, 2006, S. 249–259. ISBN 978-0-19-284055-4